# Kalven (Hedesunda socken, Gästrikland)
Kalven var en sjö, nu i huvudsak en våtmark, i Gävle kommun i Gästrikland som ingår i Dalälvens huvudavrinningsområde.